# Without Prejudice?
Without Prejudice? é um reality show britânico produzido pela 12 Yard e exibido pelo Channel 4 de 4 de janeiro de 2003 a 16 de abril de 2004.

## Formato
Cinco competidores que nunca se viram antes devem decidir qual deles é digno de ganhar o prêmio. As decisões são baseadas nas impressões e opiniões de cada um feitas pelos participantes.

## Episódios
| Temporada | Inicio               | Final                   | N° de episódios |
| --------- | -------------------- | ----------------------- | --------------- |
| 1         | 4 de janeiro de 2003 | 23 de fevereiro de 2003 | 8               |
| 2         | 12 de março de 2004  | 16 de abril de 2004     | 6               |

## Versão internacional
Uma versão estadunidense foi ao ar de 17 de julho a 16 de setembro de 2007 no GSN e foi apresentada pelo psicoterapeuta Dr. Robi Ludwig. A versão americana ganhou notoriedade quando, em um episódio, um competidor afirmou que eliminaria outro participante apenas porque "ele é negro".